# Ancien abri du marin (Concarneau)
Pour les articles homonymes, voir Ancien abri du marin.
 (août 2011).
Si vous disposez d'ouvrages ou d'articles de référence ou si vous connaissez des sites web de qualité traitant du thème abordé ici, merci de compléter l'article en donnant les références utiles à sa vérifiabilité et en les liant à la section « Notes et références ».
L'ancien Abri du marin, aujourd'hui auberge de jeunesse, est un bâtiment situé quai de la Croix, en face du Marinarium et de la station de biologie marine, sur la commune de Concarneau dans le département français du Finistère.
L'Abri du marin de Concarneau est à ne pas confondre avec celui du Passage-Lanriec, construit quelques mois avant lui en 1901. L'Abri du marin du Passage-Lanriec a conservé son apparence et sa couleur originelles, ainsi que son appellation, ce qui peut entraîner une confusion entre les deux abris, depuis que la commune de Lanriec a été rattachée à Concarneau, en 1959.

## Historique
Cet abri est l'un des premiers du genre. Construit en 1901, sur l'impulsion de Jacques de Thézac, il fut vendu à la fin des années cinquante, les abris du marin ayant progressivement perdu leur intérêt pour les marins, du fait de l'amélioration de leurs conditions de vie et de travail. Racheté par la municipalité de Concarneau, il fut transformé en auberge de jeunesse en 1959 et est géré depuis par l'Association départementale des auberges de jeunesse du Finistère. À cette occasion, la toiture et la façade furent malheureusement reprises par l'architecte chargé de la rénovation, et elles ont perdu l'apparence si typique des abris du marin initiaux.
Le bâtiment de la criée au thon, adjacent, n'appartenait pas à l'abri initial et fut mis à disposition de l'auberge de jeunesse afin d'augmenter sa capacité d'accueil. Il a été repris en 2012 par la municipalité pour construire le Pôle nautique Guy-Cotten.